# Maria Vladimirovna af Staritsa
Maria Vladimirovna af Staritsa (født ca. 1560 i Staritsa, død 13. maj 1610) var en russisk prinsesse, som blev gift med den dansk-norske prins Magnus, der var titulær konge af Livland.

## Biografi
Maria var datter af Ivan den Grusommes fætter, fyrst Vladimir af Staritsa og dennes kone, prinsesse Eudoxia Romanovna Odojevskaja. Tsar Ivan havde planer om at oprette en bufferstat i Livland med en dansk konge som vasal. Magnus af Holsten blev derfor forlovet med den på daværende tidspunkt henrettede fyrst Vladimirs datter Eufemia af Staritsa. Hun døde kort efter, og den 12. april 1573 giftede Magnus sig i Novgorod i stedet med Eufemias søster Maria, som rejste med ham til Livland.
Det gik dårligt for Magnus i hans nye position; i 1578 afstod han sine resterende besiddelser og levede sine sidste år som den polske konges lensmand i Pilten i Kurland. Efter hans død i 1583, rejste Maria med sin datter Eudoxia tilbage til Rusland, hvor hun gik i kloster.